# Ворыгино (Ярославская область)
Ворыгино — деревня Макаровской сельской администрации Судоверфского сельского поселения Рыбинского района Ярославской области.
Деревня расположена к северо-западу от города Рыбинска. Деревня стоит к западу от автомобильной дороги Рыбинск—Переборы. Деревня расположена к северу от Большое Андрейково .
Деревня указана на плане Генерального межевания Рыбинского уезда конца XVIII века как деревня Ворыгина.
На 1 января 2007 года в деревне числилось 2 постоянных жителя . Городское почтовое отделение Рыбинск-16 обслуживает в деревне Ворыгино 10 домов. Улицы не именуются .